# Герб Сум
Герб Сум — офіційний символ обласного центру міста Суми, затверджений IV сесією міської ради Сум 15 лютого 1991 року. Герб є промовистим.

## Опис
Герб міста Суми — це французький геральдичний щит — основа російської геральдичної системи. Колір його поля — срібний. Срібло подається сріблястим кольором при кольоровому зображенні і чистим полем без фарби — при некольоровому зображенні герба. Вимірні пропорції герба становлять 3/4 відношення ширини до довжини.
На полі герба розміщено три чорні суми: дві — зверху, одна — знизу, з їх перев'язами та золотими ґудзиками. Своєю формою вони нагадують сумки, які носили козаки Сумського полку. Чорний колір означає обережність, мудрість. Колір створюється із сажі.
Золотий колір подається жовтим кольором при кольоровому зображенні і білим з крапками — при некольоровому зображенні.

## Історія

### Передісторія

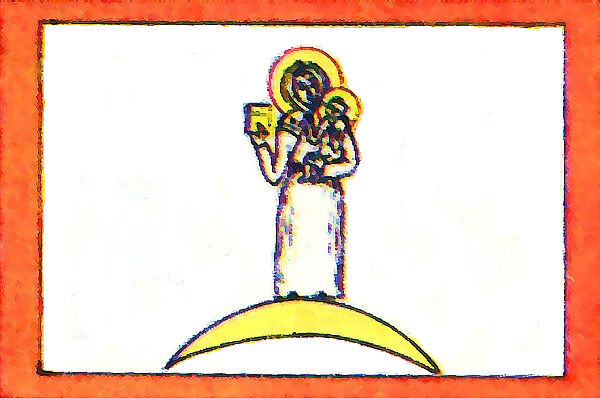
Прапор Сумського козацького полку

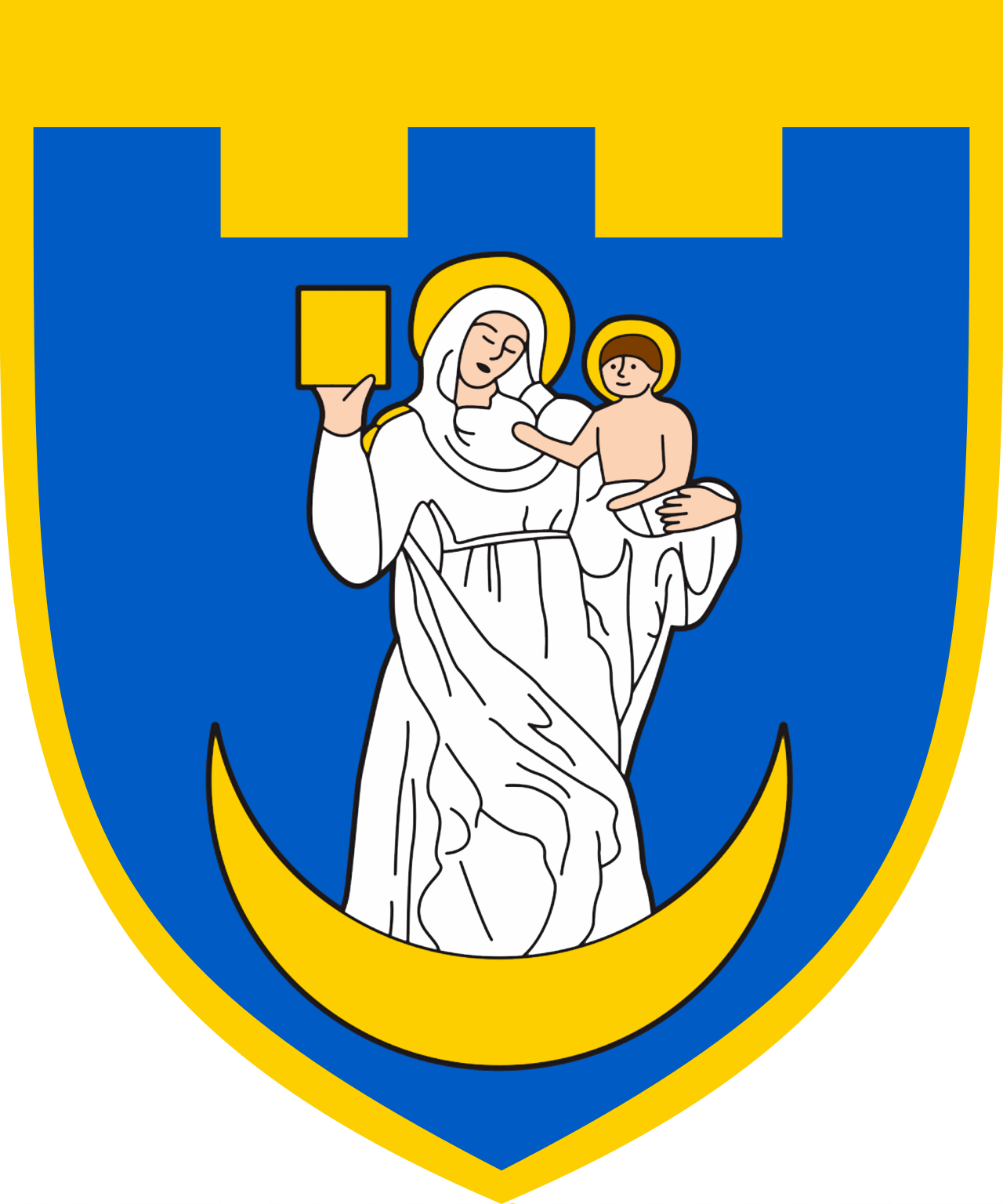
Нарукавний знак 117 ОБрТрО

Найпершою символікою Сум можна вважати прапор Сумського слобідського полку. Затверджений він був ще 1659 року. Полотнище прапора було блакитним. На ньому — Богородиця, одягнена в білі шати. В одній руці вона тримала Христа, а в другій — Біблію. Символом перемоги православ'я над мусульманством був перевернутий півмісяць, на якому стояла Богородиця.
Як відомо, у 1734 році Суми стали на ціле десятиліття центром Слобожанської України. Олексій Шаховський, який тоді очолював комісію із влаштування слобідських полків Сумщини, намагаючись вислужитися перед російським урядом та викоренити залишки традицій козацтва, звернувся до імператриці Анни Іванівни, щоб та дозволила змінити символіку. Шаховський просив створити нові герби та прапори для слобідських міст. Зробити нові геральдичні символи запросили німця Йоганна Беккенштейна, завідувача кафедри геральдики Академії наук міста Петербурга. Той запропонував 14 варіантів Сумського герба. Однак новий герб так і не був затверджений.
На історичному прапорі сумського слобідського козацького полку базується нарукавний знак 117-ї окремої бригади територіальної оборони, центральним елементом якої є зображення Срібної Богородиці на золотому півмісяці та на блакитному полі.

### Перший герб

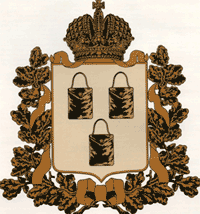
Імперський герб Сум

У 70—80-х роках XVIII століття російська імператриця Катерина ІІ провела ряд міських реформ, що вплинуло також на символіку міст. Князь Михайло Щербатов у 1775 році запропонував місту новий герб та прапор, аби остаточно викоренити у нащадків козаків пам'ять про демократичні традиції колишньої Запорозької січі.
Прапор було затверджено 1776 року. Це було полотнище синього кольору зі срібним гербом. А сумський герб затвердили 21 вересня 1781 року (закон № 15238) разом з рештою гербів Харківського намісництва — це був чинний символ міста, тобто з трьома торбами із золотими ґудзиками на срібному щиті. Цікаво, що гербу Сум тоді вдалося уникнути зображення в горішній частині харківського герба, як це було на гербах більшості міст губернії — ймовірно, завдяки своєму особливому статусу, адже від 1765 року Суми були центром провінції.

### ПроєктБернгарда Кене

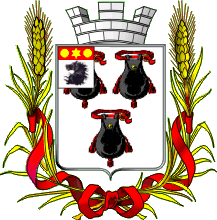
Герб Сум. Проєкт Кене

1857 року було створене нове геральдичне відділення, яке очолив барон Кене. Він розробив загальний принцип прикрас гербів повітових міст, таких як Суми.
У 1863 Б. Кене був розроблений проєкт нового герба міста. В срібному полі три чорних суми з червоними поясами та китицями, дві над одною. У вільній частині — герб Харківської губернії. Щит увінчаний срібною міською короною з трьома вежками та обрамований двома золотими колосками, оповитими Олександрівською стрічкою. Офіційного затвердження цей герб не отримав.
У 1870 році затверджене міське положення, за яким зображення герба мало бути присутнім на всіх видах атрибутів влади міського голови, членів міської управи, службовців торговельної та господарської поліції, старост і їхніх помічників.

### Радянський герб

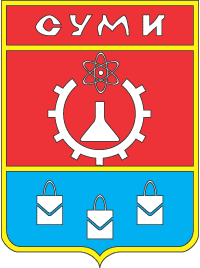
Радянський герб Сум

Після революції 1917 року замість традиційних гербів почали використовувати «інтернаціональні» символи.
За СРСР на початку 1972 року за завданням Михайла Лушпи учні школи художників-оформителів представили на конкурс свої роботи. Переміг проєкт Івана Бондаря. Він і був затверджений як радянський герб Сум. Він являв собою червоний щит з лазуровою базою, яка містила зображення з історичного герба — 3 мисливські сумки. На червоному ж полі — срібна півшестерня з колбою Ерленмеєра та символом атомної енергетики. У главі герба був напис «Суми».

### Сучасний герб

Сучасний герб

15 лютого 1991 року IV сесія міської ради Сум перезатвердила герб, який був прийнятий 1781 році, і нині са́ме він є офіційним символом міста. 25 лютого 2004 року Сумською міською радою було затверджено Додаток до рішення міської ради «Про Положення про герб міста Суми». Герб міста можна розміщувати:
- на фасадах будинків та у приміщеннях Сумської міської ради, районних у місті Суми рад;
- у приміщеннях керівників Сумської міської ради, районних у місті Суми рад, керівників виконавчих органів міської ради та районних у місті Суми рад;
- у громадських приймальнях депутатів міської ради.

Підприємства, установи, організації можуть використовувати зображення герба міста для рекламних заходів з дозволу міського голови, секретаря міської ради та керуючого справами виконавчого комітету міської ради при умові сплати збору за використання місцевої символіки
.

## Альтернативний герб
Для того, щоб вивести офіційний герб Сум з російської геральдичної системи, в рамках проєкту "Альтеральдика" було створено герб Сум із системою прикрас з української геральдичної системи. 
Герб складено на іспанському щиті, що характерно для української геральдики. Щит прикрашає золотий декоративний картуш та вінчає срібна мурована корона. Знизу — срібна девізна стрічка із назвою гербоносія.
Офіційний герб міста продовжує зберігати за собою російську геральдичну традицію.

## Виноски
1. ↑  Пункт 2 ПОЛОЖЕННЯ про герб міста Суми. Архів оригіналу за 12 листопада 2014. Процитовано 23 травня 2013.
2. ↑  Символіка Сум [Архівовано 5 березня 2016 у Wayback Machine.] на www.vse-tut.com.ua («Все тут». бізнес-каталог України) [Архівовано 23 травня 2010 у Wayback Machine.]
3. 1 2 3 4  Герб Сумской области и г. Сумы. [Архівовано 7 серпня 2010 у Wayback Machine.] (рос.)
4. ↑  Затверджено нарукавні емблеми бригад тероборони. web.archive.org. 23 вересня 2021. Процитовано 27 січня 2025.
5. ↑  Герб Сум [Архівовано 3 травня 2010 у Wayback Machine.] на www.heraldicum.ru (Офіційний сайт Російського центру прапорознавства та геральдики) [Архівовано 2 вересня 2010 у Wayback Machine.] (рос.)
6. ↑  Проект (герба Сум) Б. Кене [Архівовано 21 січня 2016 у Wayback Machine.] на www.heraldry.com.ua («Українська геральдика») [Архівовано 18 червня 2012 у Wayback Machine.]
7. ↑  Герб радянського періоду [Архівовано 8 грудня 2015 у Wayback Machine.] на www.heraldry.com.ua («Українська геральдика») [Архівовано 18 червня 2012 у Wayback Machine.]
8. ↑  [http://frunze.com.ua/museum/index.php?option=com_content&view=article&id=123&Itemid=361%5Bнедоступне+посилання+з+квітня+2019%5D Історія Герба Сум на сайті СМНВО ім. М. В. Фрунзе]
9. 1 2  Герб міста Суми. smr.gov.ua. Процитовано 14 жовтня 2022.
10. ↑  Instagram. www.instagram.com. Процитовано 17 січня 2025.